# Doktor
Doktor (łac. doctor = nauczyciel, mistrz; w skrócie: dr) – stopień naukowy nadawany przez jednostki naukowe (uniwersytety lub ich wydziały, instytuty itp.) osobom, które obroniły swoje rozprawy doktorskie. W Polsce stopień doktora może być stopniem naukowym lub stopniem w zakresie sztuki.
W różnych krajach stosowane jest różne nazewnictwo tego stopnia, a także może mieć on różne znaczenia, co może prowadzić do nieporozumień. Różnice występują zwłaszcza pomiędzy Europą kontynentalną a Wielką Brytanią i USA.

## Kraje anglosaskie

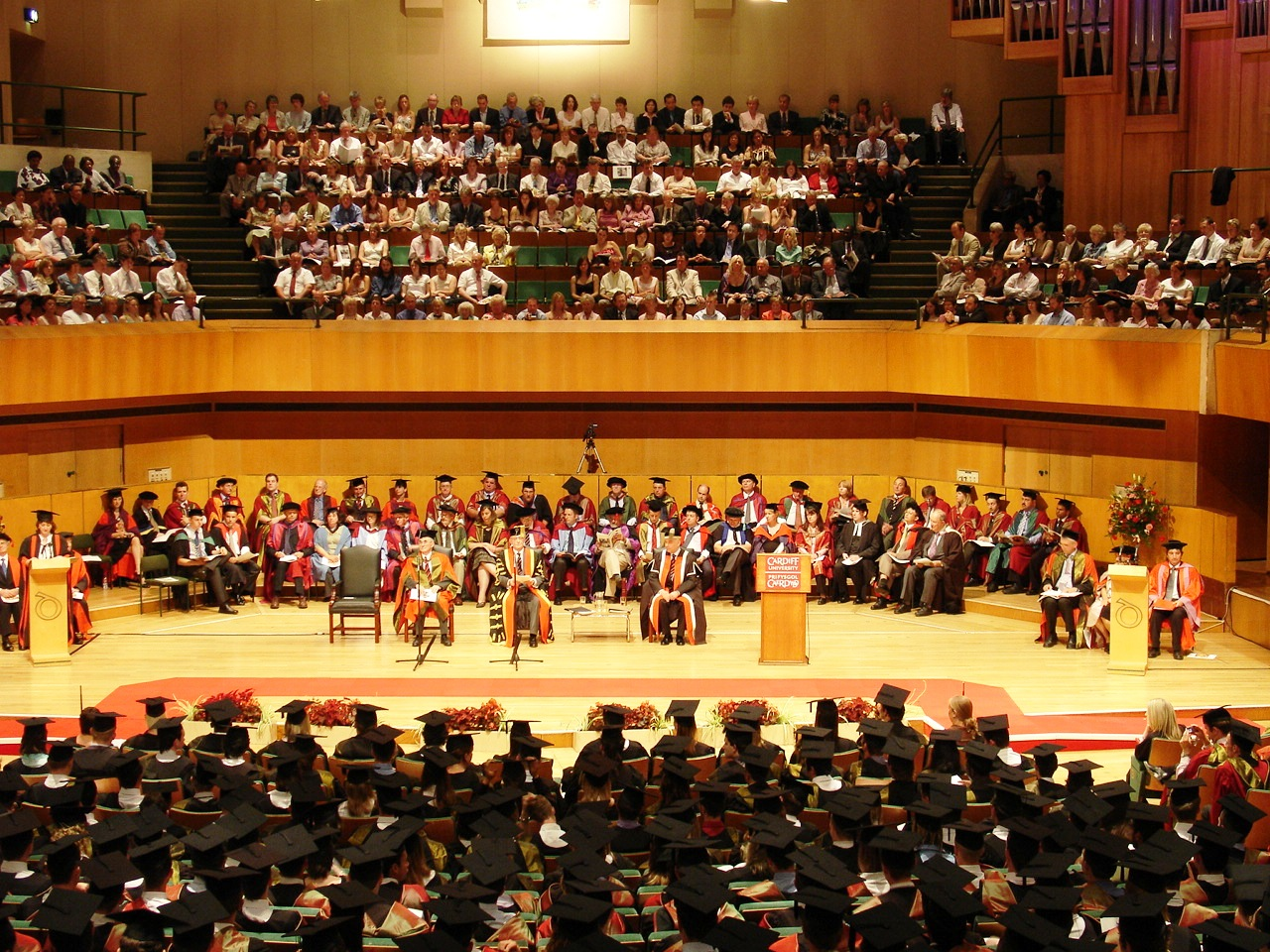
Ceremonia wręczenia dyplomów w Cardiff University. Dyplomy wręczane są przez senat uczelni (na scenie) zarówno studentom, jak i doktorantom (na widowni bezpośrednio przed sceną). Na balkonie widowni siedzą rodziny i znajomi absolwentów

Odpowiednikiem polskiego stopnia doktora jest w krajach anglosaskich (USA i Wielka Brytania) stopień Doctor of Philosophy skracany jako PhD, Ph.D. lub D.Phil.

## Polska
W Polsce w 20-leciu międzywojennym i w początkowym okresie PRL-u, w obszarze nauk humanistycznych, społecznych, ścisłych i przyrodniczych nadawano stopień doktora filozofii wraz z doprecyzowaniem dyscypliny.
Od 2019 r. stopień doktora nadaje się w drodze postępowania w sprawie nadania stopnia doktora (wcześniej był to przewód doktorski) osobie, która ma tytuł zawodowy magistra, lekarza lub inny równorzędny, wykazała się odpowiednią wiedzą (zdała egzaminy doktorskie lub ukończyła szkołę doktorską) i obroniła rozprawę doktorską (dysertację). Stopień doktora nadawany jest przez jednostki naukowe (np. uczelnie, jednostki naukowe Polskiej Akademii Nauk lub instytuty badawcze) mające odpowiednie uprawnienia, które dawniej były uzależnione m.in. od liczby zatrudnionych w nich osób z tytułem profesora lub stopniem doktora habilitowanego (tzw. samodzielnych pracowników nauki), a od 2021 r. od posiadanej kategorii naukowej – A+, A lub B+.
Dysertacja doktorska powinna stanowić oryginalne rozwiązanie problemu naukowego lub artystycznego oraz wykazywać ogólną wiedzę teoretyczną kandydata w danej dyscyplinie naukowej lub artystycznej, a także umiejętność samodzielnego prowadzenia pracy naukowej lub artystycznej. Rozprawa ta jest opracowywana i pisana pod kierunkiem promotora (łac. promoveo – „posuwać, przesuwać naprzód”), którym może być samodzielny pracownik nauki, wyznaczony przez uprawnione do tego gremium. Obrona dysertacji jest publiczna, tzn. termin jej jest ogłaszany i każdy ma prawo w niej uczestniczenia oraz zadawania pytań doktorantowi dotyczących tematu pracy doktorskiej. Formalnie nadanie stopnia doktora jest kończone przysięgą doktorską (w której treści zawarte jest przyrzeczenie poszukiwania prawdy i niesprzeniewierzania się zasadom etyki naukowej).
Zasady przyznawania stopnia naukowego doktora (oraz doktora habilitowanego) w Polsce do 2018 r. określała ustawa z 2003 r. o stopniach i tytułach (naukowych i w zakresie sztuki), uzupełniona rozporządzeniami Ministra Nauki i Szkolnictwa Wyższego. Od 2018 r. obowiązuje ustawa z dnia 20 lipca 2018 r. – Prawo o szkolnictwie wyższym i nauce, uzupełniona w okresie przejściowym przepisami wprowadzającymi.

## Rosja, Białoruś
W byłym Związku Radzieckim, a obecnie w niektórych krajach Wspólnoty Niepodległych Państw (Rosji, Białorusi) odpowiednikiem polskiego stopnia naukowego doktora jest kandydat nauk (ros. кандидат наук). Natomiast stopień doktora nauk (ros. дoктoр наук) odpowiada polskiemu doktorowi habilitowanemu.